# Briggs Peak
Briggs Peak är en bergstopp i Antarktis. Den ligger i Västantarktis. Argentina, Chile och Storbritannien gör anspråk på området. Toppen på Briggs Peak är 1 120 meter över havet, eller 852 meter över den omgivande terrängen. Bredden vid basen är 5,3 km.
Terrängen runt Briggs Peak är varierad. Trakten är obefolkad. Det finns inga samhällen i närheten.